# Euclea
Euclea (grec antic: Εὐκλεία, llatí: Eucleia) va ser una deïtat adorada a Atenes, on tenia un santuari dedicat construït amb el botí fet pels atenesos a la batalla de Marató. Personificava la glòria i la bona reputació, que els atenesos havien conquerit en aquesta batalla.
Euclea es representa sovint com una de les acompanyants d'Afrodita i simbolitza l'honorabilitat d'una novia casta. També es troba associada a Àrtemis: Euclea hauria mort a un santuari dedicat a Àrtemis, i per això de vegades és anomenada Àrtemis Euclea. Va ser adorada també a Beòcia i a la Lòcrida, i també té un santuari a Eges, l'antiga capital de Macedònia. Àrtemis Euclea tenia un temple a Tebes. De vegades hom la fa filla d'Hèracles i Mirto, però, d'acord amb els fragments òrfics, els seus pares van ser Hefest i Aglaia.
Segons Xenofont, a Corint es celebrava un festival anomenat Eucleia (grec antic: εὔκλεια) en honor a Àrtemis, però no n'explica cap detall.